# Филькин, Игорь Викторович
Игорь Викторович Филькин (30 ноября 1972 — 13 июля 1993) — рядовой, механик — линейный надсмотрщик 12-й пограничной заставы 117-го Московского пограничного отряда Группы российских пограничных войск в Республике Таджикистан, Герой Российской Федерации.

## Биография
Игорь Филькин родился 30 ноября 1972 года в деревне Ибредь Шиловского района Рязанской области. По национальности русский. В 1988 окончил 8 классов в Желудевской средней школе, затем среднее профессиональное техническое училище № 96 в Рязани в 1991. После окончания училища работал электросварщиком на Ибредском крахмал-паточном заводе.
27 декабря 1991 года был призван на срочную военную службу Шиловским районным военным комиссариатом Рязанской области, направлен в пограничные войска.  Служил механиком — линейным надсмотрщиком средств сигнализации и связи на 12-й пограничной заставе Московского погранотряда Группы российских пограничных войск в Таджикистане. Принимал участие в боевых действиях на таджикско-афганской границе. По боевому расписанию заставы выполнял обязанности пулемётчика.

## Последний бой
Утром 13 июля 1993 года боевиками было совершено нападение на 12-ю погранзаставу Московского пограничного отряда группы российских войск в Таджикистане. Боевики подходили к заставе с юго-восточного направления и ещё на подходе были обнаружены часовыми. В бой вступили более 250 боевиков, при огневой поддержке с высот вокруг заставы. Застава была поднята по тревоге, 42 пограничника и 3 военнослужащих 201-й мотострелковой дивизии приняли бой. Филькин Игорь оборонял закреплённый за ним один из участков заставы. В бою несколько раз был ранен, но продолжал вести огонь и наносил врагу большие потери. После ухода боевиков на теле героя обнаружили несколько десятков пулевых ранений, оно было сильно обезображено близким разрывом гранаты.
Указом Президента Российской Федерации № 1050 от 19 июля 1993 года за мужество и героизм, проявленные при исполнении воинского долга во время инцидента на таджикско-афганской границе, рядовому Филькину Игорю Викторовичу было посмертно присвоено звание Героя Российской Федерации. Филькин Игорь был похоронен с воинскими почестями в селе Желудево (Шиловский район, Рязанская область).